# Johann Clemens Tode

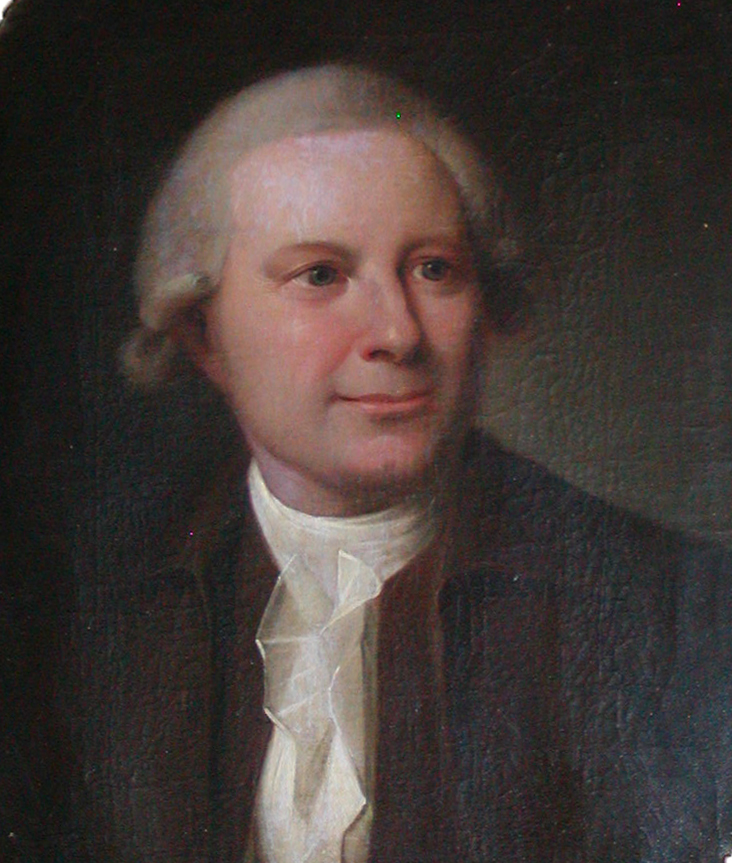
Johann Clemens Tode

Johan(n) Clemens Tode (* 24. Juni 1736 in Zollenspieker; † 16. März 1806; anderes Todesjahr 1805, in Kopenhagen) war ein deutsch-dänischer Mediziner, Hochschullehrer und Schriftsteller.

## Leben
Johann Clemens Tode war der Sohn des Elb- und Landzollverwalters Johann Dietrich Tode († 1744) und dessen Ehefrau Agnese Marie, Tochter des Lauenburgischen Predigers Christian Schlöpke (1663–1719). Von seinen Geschwistern ist namentlich bekannt:
- Heinrich Julius Tode (* 30. Mai 1733), Superintendent in Schwerin.[1]

Nach dem Tod seines Vaters zog seine Mutter mit seinen acht Geschwistern nach Hamburg und er besuchte die dortige lateinische Johannisschule.
1752 begann er bei seinem Schwager, dem Ehemann seiner ältesten Schwester, einem Regimentschirurgen in Schleswig, eine Ausbildung zum Chirurgen in Tondern. Später war er als Armee-Chirurg in Haderslev und Rendsburg tätig.
1758 wurde er, durch Vermittlung seines Schwagers, Assistent beim Hofchirurgen Hans Friedrich Wohlert (1703–1779) in Kopenhagen und 1763 königlicher Reisechirurg; hierbei befreundete er sich mit dem Mediziner Johann Just von Berger.
1765 erhielt er eine Bewilligung zum Medizinstudium mit einem Reisestipendium im Ausland und studierte, gemeinsam mit Johann Heinrich Schönheyder (1744–1831) drei Jahre in Leiden in Holland, Edinburgh und London in England und Paris in Frankreich. Nach seiner Rückkehr nach Kopenhagen beendete er dort seine Studien und promovierte 1769 zum Dr. med. Im gleichen Jahr habilitierte er an der Universität Kopenhagen, erhielt 1770 eine Anstellung im Vartov-Krankenhaus, wurde 1771 zum Hofmedicus ernannt und Mitglied des Collegium medicum.
Von 1771 bis 1772 war er der behandelnde Arzt der französischen Schauspieler, die in Kopenhagen gastierten; dies entsprach auch seinem großen Interesse am Schauspiel. Als sein Kollege, der Hofarzt Johann Friedrich Struensee, ein intimes Verhältnis mit der Königin Caroline Mathilde einging und diese ein Kind bekam, worauf Johann Friedrich Struensee de facto die Regierungsmacht übernahm, was schließlich zu seiner Festnahme und Enthauptung führte, hatte dies zur Folge, dass in der daraus resultierenden Hofrevolution die Schauspieler nach Hause geschickt wurden und die Theaterverknüpfung von Johann Clemens Tode ein Ende gesetzt wurde. Er versuchte diese dann noch aufrechtzuerhalten, indem er selbst Schauspiele schrieb; sein Lustspiel Die Seeoffiziere von 1782 wurde dann mehrere Jahre in Kopenhagen aufgeführt.
1774 wurde er zum außerordentlichen Professor und 1797 zum ordentlichen Professor der Universität Kopenhagen ernannt, erlitt jedoch im gleichen Jahr einen Schlaganfall, an dem er bis zu seinem Tod 1805 litt. Trotz seines gesundheitlichen Zustandes wurde er noch 1800 zum Rektor der Universität Kopenhagen gewählt: 1805 trat er von seinen Ämtern an der Universität zurück.
1771 heiratete er die Kopenhagenerin Johanne Sophie Schönfeldt.
Sein Grabstein befindet sich auf dem Assistenzfriedhof im Kopenhagener Stadtteil Nørrebro. Sein 1787 von Jens Juel gemaltes Porträt wurde in Gerhard Ludvig Lahdes Samling af fortjente danske Mænds Portraiter aufgenommen.

### Schriftstellerisches Wirken
Johann Clemens Tode betätigte sich auch als Philanthrop und Dichter, der mehrere medizinische Disputiergesellschaften gründete und zahlreiche medizinische Schriften übersetzte. In verschiedenen Zeitungen und Zeitschriften veröffentlichte er eine Reihe populärer und in deutscher Sprache abgefasste Aufsätze und Beiträge aus dem Gebiet der Gesundheitspflege, so schrieb er medizinische Aufsätze, die sowohl für Laien wie auch für Fachleute bestimmt waren. Seine Stärke lag unter anderem darin, das er kurz und schnell aktuelle Probleme erfasste, beispielsweise gab er am 16. Juni 1795, nach dem großen Kopenhagener Stadtbrand vom 5. bis 6. Juni 1795, die erste Nummer einer neuen Zeitschrift mit dem Thema Gesundheitratschläge aus Anlass des Stadtbrandes heraus.
Er war auch ein Impulsgeber des dänischen belletristischen Schrifttums zur Zeit der Romantik. 1771 begann er die Romane von Tobias Smollett zu übersetzen. Seine Zeitschriftengattung bezog sich auf französische Vorbilder und die allgemeinen Erziehungsideen des Zeitalters der Aufklärung.
Im Jahr 1774 formulierte er seine Überzeugung, dass die Gonorrhoe nicht, wie von Vielen damals noch angenommen, mit der Syphilis identisch ist. Von 1775 bis 1786 gab er in zehn Bänden die medicinisch-chirurgische Bibliothek, von 1787 bis 1792 die arzneikundigen Annalen und von 1793 bis 1804 das medicinische Journal heraus.

## Schriften (Auswahl)
- Christian Gottlieb Kratzenstein; Johann Clemens Tode: Specimen inaugurale de duplici febrium indole. Hafniae, Litteris Steinianis 1769.
- George Fordyce; Johann Clemens Tode: Grundsätze der ausübenden Arzneigelahrtheit. Kopenhagen: Johann Gottlob Rothe, 1769.
- Medicinischchirurgische Bibliothek. Kopenhagen: Rothe, 1775–1787.
- Doctor Ernst Gottfried Baldinger beantwortet von Johann Clemens Tode. Kopenhagen 1778.
- Die Seeofficiere oder Tugend und Ehre auf der Probe: Lustspiel in 5 Akten. Kopenhagen: Prost, 1783.
- Erleichterte Kenntniß und Heilung des Trippers. Kopenhagen und Leipzig 1790.
- Der Eheteufel, oder Der Bankerott: Ein Lustspiel in fünf Aufzügen. 1794.
- Neue dänische Grammatik für Deutsche. Kopenhagen und Leipzig : F. Brummer, 1797.
- Das Receptschreiben: Nach einem zweckmäßigern Plan vorgetragen, und mit vielen zergliederten Exempeln praktisch erläutert. Kopenhagen und Leipzig 1797.
- Die allgemeine Heilkunde oder die Lehre von den Heilungsanzeigen. Kopenhagen: Brummer, 1797–1799.
- Die drey Charlotten, oder Geschichte dreyer Tage. Ein komischer Roman. Kopenhagen und Leipzig bey Johann Heinrich Schubothe 1798.
- Röschen und Hannchen, oder Der böhmische Musikant ein Lustspiel in 5 Akten. Kopenhagen, Schubothe 1798.
- Die Erscheinungen. Ein Lustspiel in vier Aufzügen. Grätz, 1800.
- Übersicht der medizinischen Schriften in Dictionnaire historique de la médecine ancienne et moderne. Paris 1839. S. 270 f.